# Tron Øgrim
Tron Øgrim (Oslo, 27 de junio de 1947 – 23 de mayo de 2007) fue un periodista, autor y político noruego. Fue un importante contribuyente a la Wikipedia noruega, y fue conocido por su apoyo al esperanto y a las políticas de izquierdas.

## Política y periodismo
Comenzó su actividad política en la Unión de Jóvenes Socialistas (Sosialistisk ungdomsforbund, llamada posteriormente Juventud Roja) de 1965 a 1973, y fue una figura central del Partido Comunista Obrero (Arbeidernes kommunistparti, de tendencia maoísta) de 1973 a 1984. También fue uno de los fundadores de la revista "Klassekampen" (batalla de clases) y de la editorial Oktober. 
Además de su actividad política escribió numerosos ensayos políticos y novelas de ciencia ficción (estas con el seudónimo Eirik Austey), empleando el dialecto popular de Oslo, en vez del normativo Bokmål.
En los años 80 redactó una rúbrica tecnológica en la versión noruega de la revista "PC World".

## Otros intereses
Tron Øgrim fue un pionero del uso de Internet en su país, y un defensor de los sistemas abiertos. En su libro Kvikksølv, Tron describió Linux como "comunismo aplicado". Fue también un estudioso de Nepal.
Tron fue un miembro durante muchos años de la Norvega Esperantista Ligo (Norsk Esperanto-Forbund) y escribió numerosos textos en esperanto.

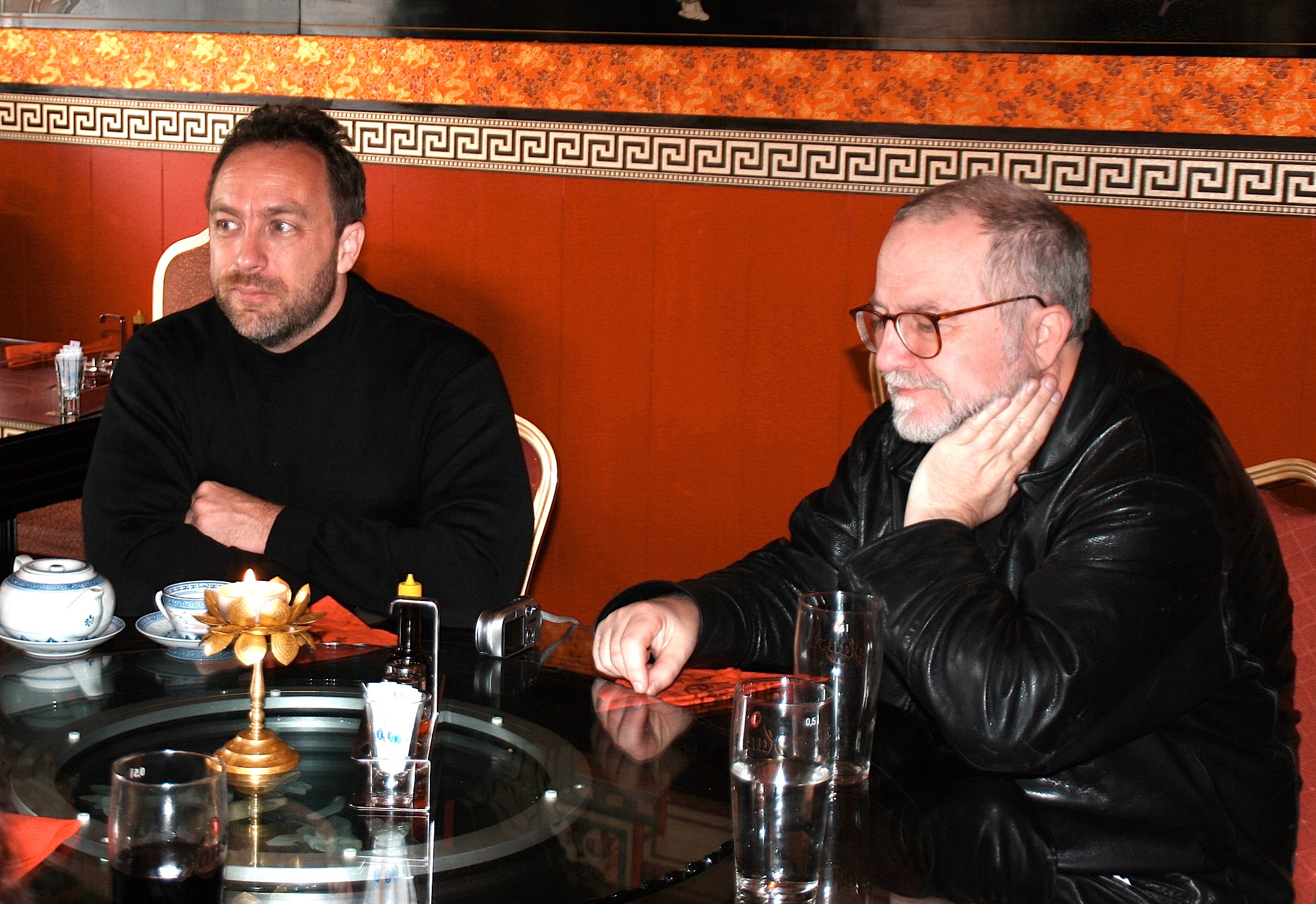
Jimmy Wales con Øgrim
Foto: Holly Hui

Tron Øgrim fue un miembro muy activo de la Wikipedia en noruego, donde escribió sobre temas muy diversos, y especialmente sobre algunos de sus intereses, como el esperanto o Nepal. 

## Muerte
Øgrim fue encontrado muerto por una de sus tres hijas el 23 de mayo de 2007 en Oslo. La causa fue un derrame cerebral.